# Dougie Morgan
Douglas Waugh Morgan (Edimburgo, 9 de marzo de 1947-Ibidem., 4 de abril de 2020) fue un jugador británico de rugby que se desempeñaba como medio scrum.
Falleció a los setenta y tres años en un hospital de Edimburgo a causa de una enfermedad.

## Selección nacional
Fue convocado al XV del Cardo por primera vez en febrero de 1973 para enfrentar a los Dragones rojos, la mejor selección de aquella época, por el Cinco Naciones de ese año y jugó su último partido en marzo de 1978 ante el XV de la Rosa en el Cinco Naciones de aquel año. En total jugó 21 partidos y marcó 71 puntos.

## Leones Británicos
Fue seleccionado a los British and Irish Lions para integrar el plantel que partió de Gira a Nueva Zelanda en 1977. Aquí jugó dos de los tres test–matches contra los All Blacks y les marcó nueve puntos producto de un try (valía 4 puntos hasta 1992), su conversión y un penal en el último de los partidos.